# Dipodomys gravipes
Dipodomys gravipes är en däggdjursart som beskrevs av Huey 1925. Dipodomys gravipes ingår i släktet känguruspringmöss, och familjen påsmöss. IUCN kategoriserar arten globalt som akut hotad. Inga underarter finns listade i Catalogue of Life.
Artepitet i det vetenskapliga namnet är sammansatt av de latinska orden gravis (hård) och pes (fot). Det syftar på djurets kraftiga bakfötter.
Arten är jämförd med andra känguruspringmöss som lever i samma utbredningsområde större. Svansen är lite längre än huvud och bål tillsammans och den har en mörk spets. I motsats till Dipodomys merriami, som har fyra tår vid bakfötterna, har Dipodomys gravipes fem tår. Pälsen på ovansidan är ljusbrun med rosa skugga och dessutom finns några svarta hår eller hår med svarta spetsar inblandade. Undersidan är täckt av vitaktig päls. Dipodomys gravipes blir med svans 29 till 31 cm lång, svanslängden är 17 till 18 cm och vikten ligger vid 80 g. Arten har cirka 4,5 cm långa bakfötter och 1,1 till 1,6 cm långa öron.
Arten förekommer i nordvästra delen av halvön Baja California (Mexiko). Den lever i torra landskap med kaktusar och annan glest fördelad växtlighet.
Individerna gräver underjordiska bon och är aktiva på natten. Honor kan para sig hela året men de flesta ungar föds under vintern och våren. Dipodomys gravipes är känslig för människans landskapsförändringar. Tunnelsystemet ligger ungefär 30 cm under markytan och hos vissa bon var alla gångar tillsammans 58 meter lång.